# Boisse-Penchot
Boisse-Penchot es una comuna francesa situada en el departamento de Aveyron, en la región de Occitania.

## Demografía
| 818 | 735 | 622 | 646 | 546 | 509 | 518 |
| Para los censos de 1962 a 1999 la población legal corresponde a la población sin duplicidades (Fuente: INSEE [Consultar]) |     |     |     |     |     |     |